# Loge Jacob van Campen
Loge Jacob van Campen is een vrijmetselaarsloge in Amersfoort opgericht in 1875, vallende onder het Grootoosten der Nederlanden.

## Geschiedenis
Op 21 september 1850 verleende het Groot Besogne toestemming voor de oprichting van de maçonnieke sociëteit "Jacob van Campen". Deze sociëteit werd echter op 5 juni 1852 alweer ontbonden.
In de winter van 1874-1875 besloot Leerling-vrijmetselaar Hendrik Jan Snijder, een docent aan de Latijnse school, om de vrijmetselaren in Amersfoort opnieuw bijeen te roepen om een nieuwe loge op te richten. Twaalf broeders volgden zijn oproep en besloten samen een nieuwe loge op te richten, waarbij ze de naam "Jacob van Campen" kozen als eerbetoon aan de eerder ontbonden sociëteit. Met de steun van Loge "Fides Mutua" in Zwolle werd op 15 maart 1875 de oprichting officieel.
De nieuwe loge koos de kleuren wit en rood. De installatie vond plaats op 6 oktober 1875, met 18 leden. Als erkenning voor zijn initiatief werd Snijder geëerd en bevorderd naar de tweede en derde graad.
In 1878 werd het nieuwe logegebouw ingewijd, waarna het ledental groeide naar 32.

## Voorzittend Meesters
In onderstaande lijst een overzicht van de Voorzittend Meesters van Loge Jacob van Campen gedurende de eerste eeuw van haar bestaan.
| Van  | Tot  | Voorzittend Meester         |
| ---- | ---- | --------------------------- |
| 1875 | 1877 | D. Burger                   |
| 1877 | 1880 | F. van Ketwich              |
| 1880 | 1884 | A.M. Kollewijn              |
| 1884 | 1887 | J.C. Rolandus Hagedoorn     |
| 1887 | 1897 | H.W.A. van de Wall Bake     |
| 1897 | 1898 | J.C. Rolandus Hagedoorn     |
| 1898 | 1908 | ir. J.C.J. Pels Rijcken     |
| 1908 | 1909 | A. Bommel                   |
| 1909 | 1921 | C.J.F. Prins                |
| 1921 | 1928 | W.A.F.G. Bolken             |
| 1928 | 1934 | G.C.A. Mulder               |
| 1934 | 1935 | ir. B.A. Verhey             |
| 1935 | 1938 | ir. J.C.J. Pels Rijcken     |
| 1938 | 1948 | ir. J.G. Bijdendijk         |
| 1948 | 1958 | N.H. Arkema                 |
| 1958 | 1965 | J.A. Oostenbrug             |
| 1965 | 1968 | jhr. dr. V.H. van den Bergh |
| 1968 | 1969 | S. de Vries                 |
| 1969 | 1972 | M.R.A.W. Delfos             |
| 1972 | 1974 | A. Bloemen                  |
| 1974 | 1976 | E.G. Broekstra              |

Vrijmetselarij · Beginselen · Geschiedenis · Symbolen · Vrijmetselaarsloge · Ordegrondwet · Obediëntie · Regulariteit en irregulariteit · Ritus · Graden · Grootmeester · Gemengde vrijmetselarij · Para-vrijmetselarij · Antivrijmetselarij · Vrijmetselarij in Nederland · Vrijmetselarij in België
>>> Meer info op Portaal:Vrijmetselarij <<<